# Zörbig
Zörbig wymowaⓘ – miasto w Niemczech, w kraju związkowym Saksonia-Anhalt, w powiecie Anhalt-Bitterfeld.
1 marca 2009 do miasta wcielono gminę Schortewitz.

## Bibliografia

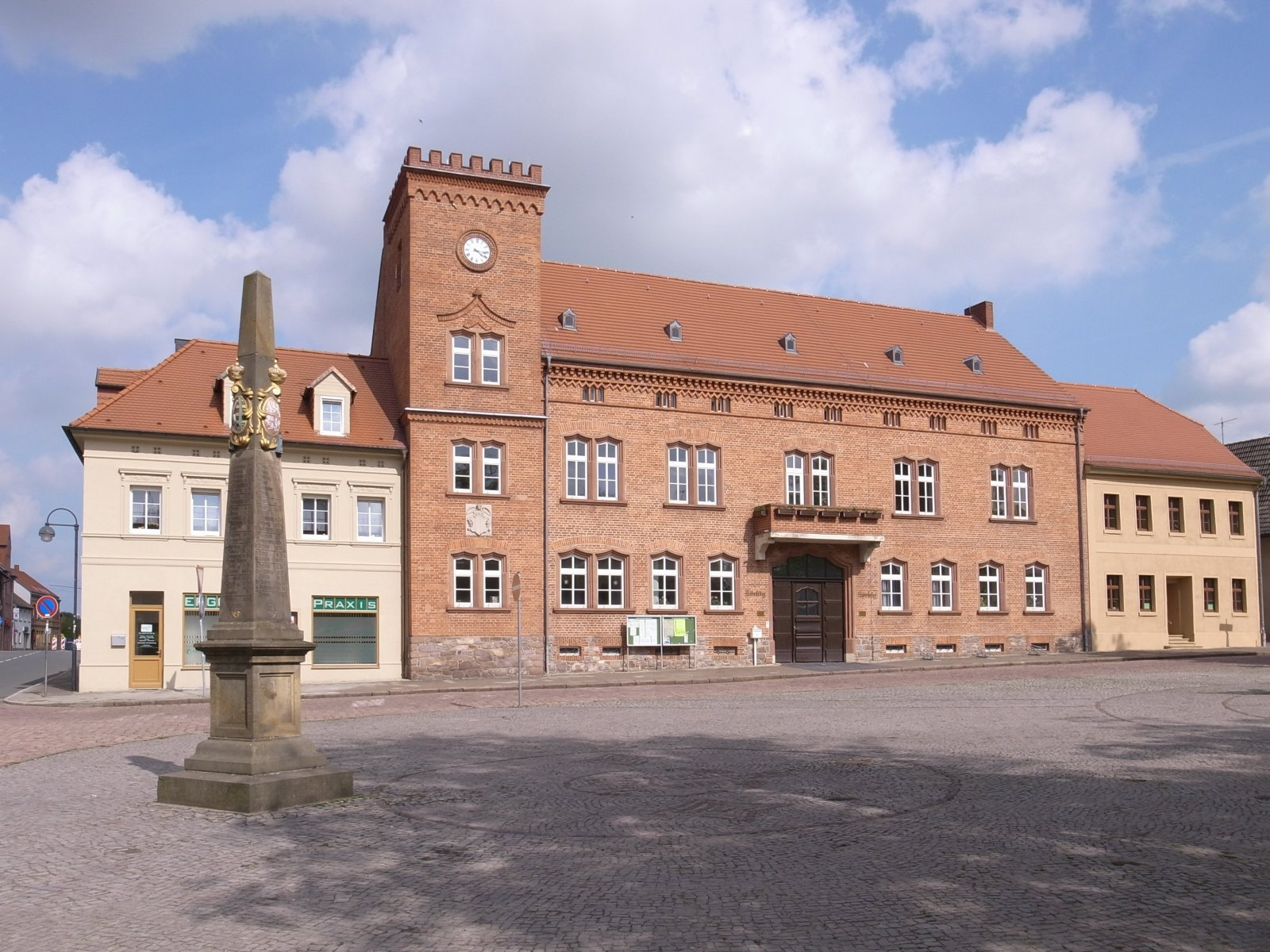
Ratusz
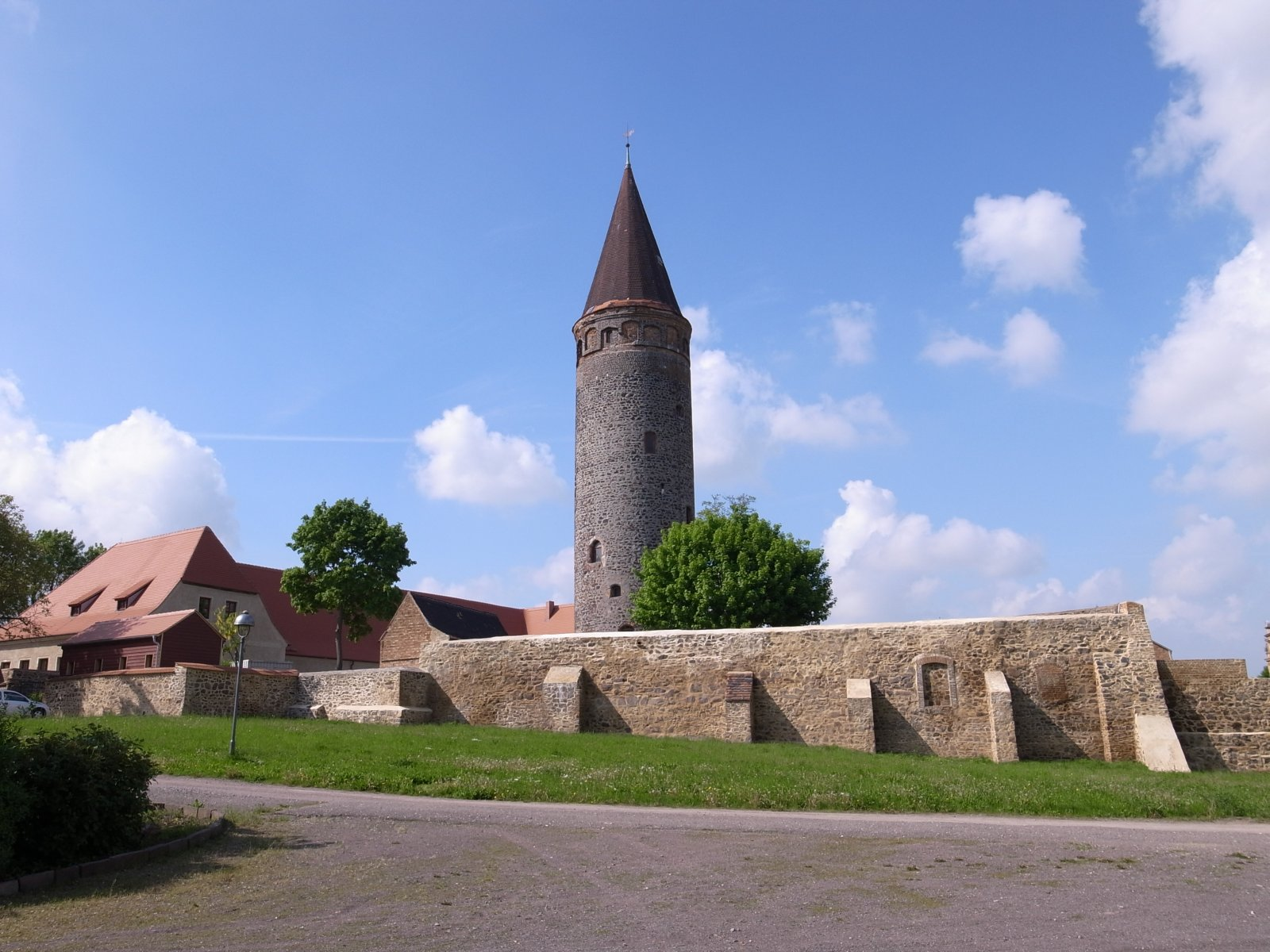
Zamek Zörbig
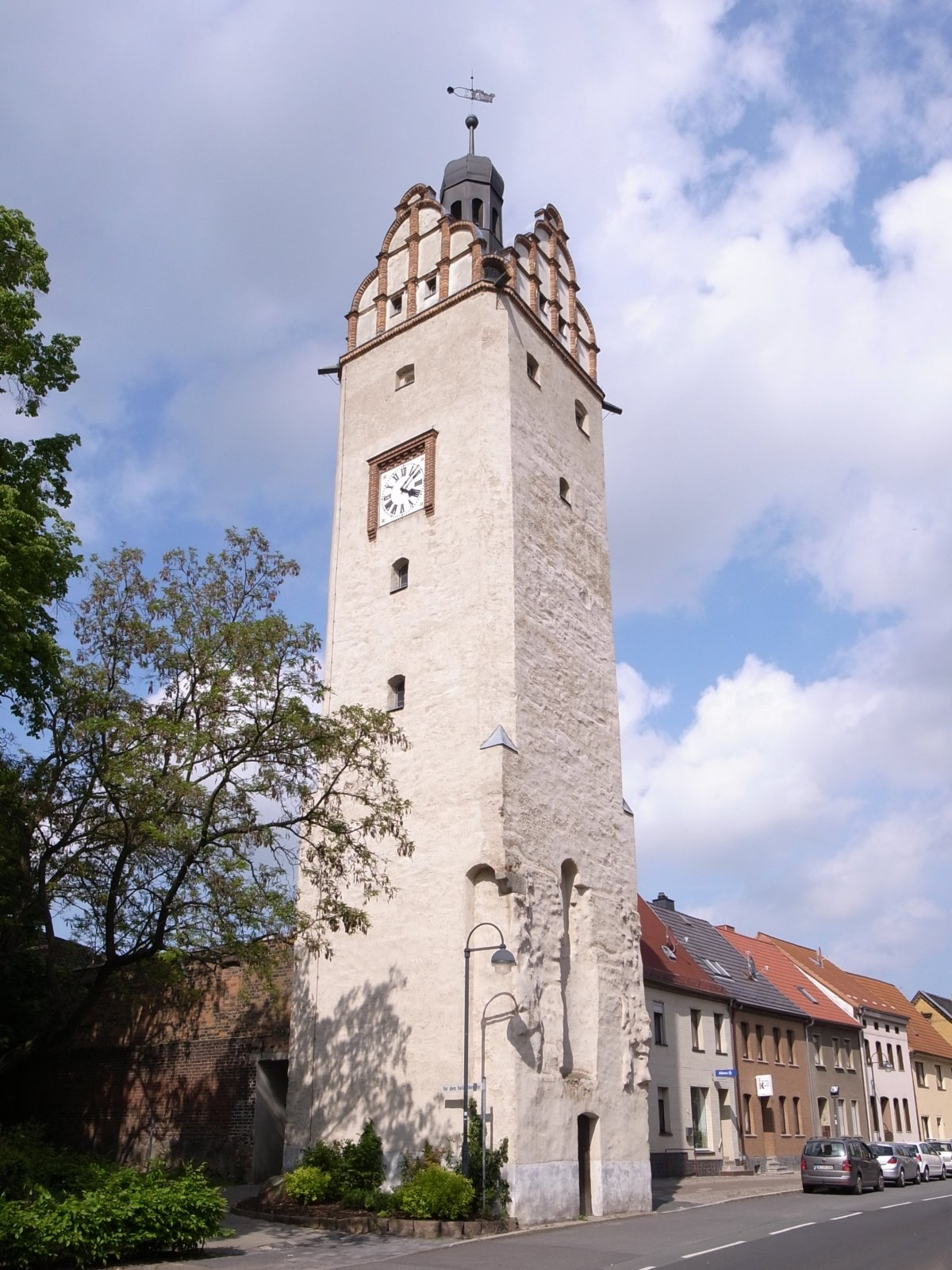
Wieża Hallescher Turm
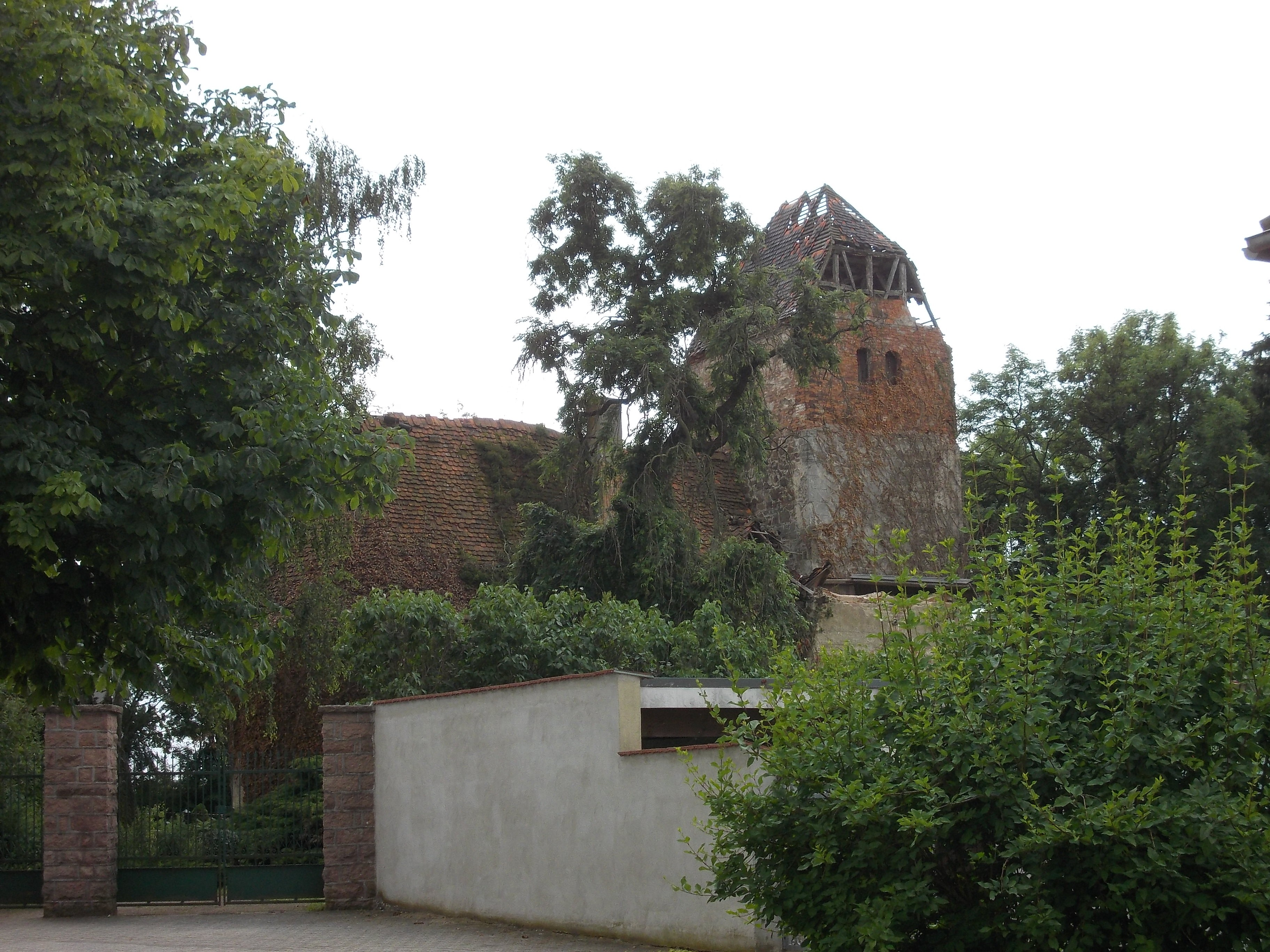
Dawny kościół
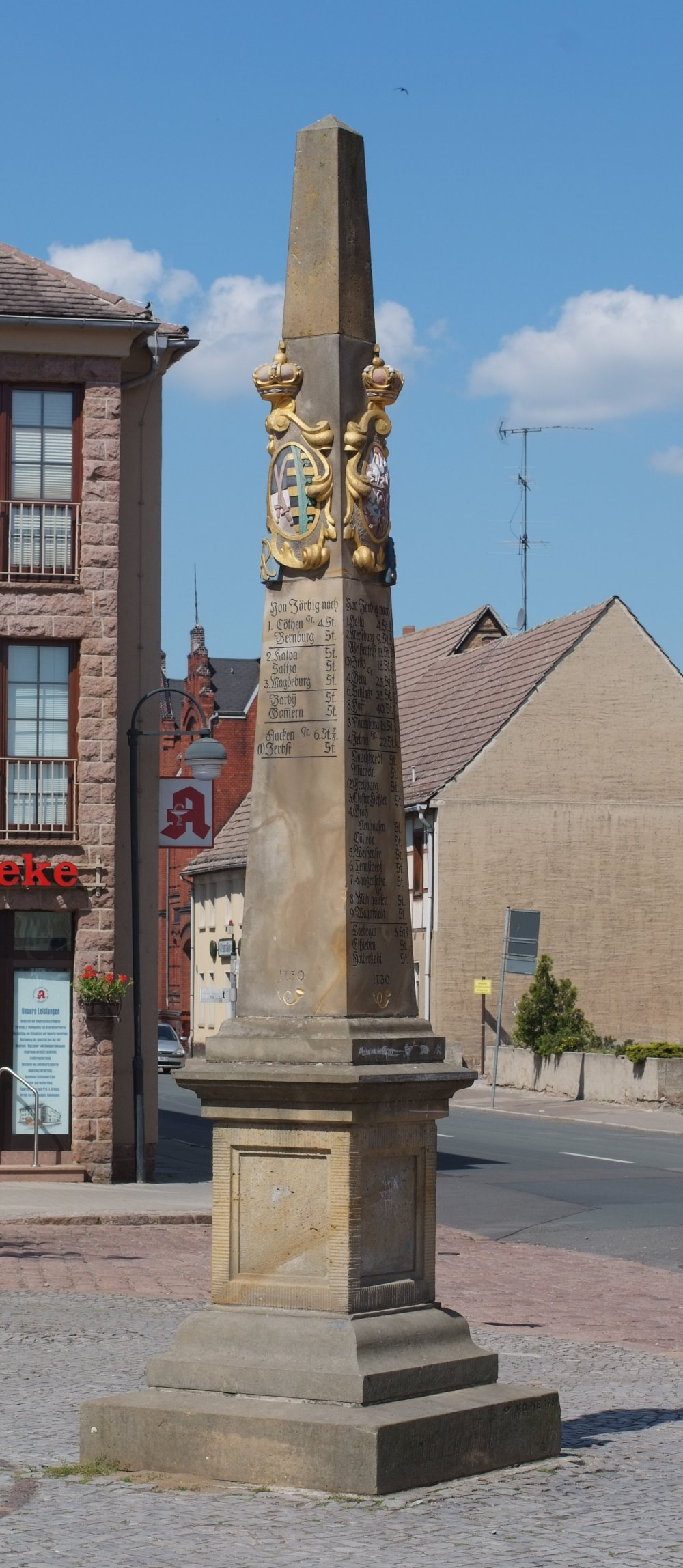
Polsko-saski słup pocztowy z 1730 roku

## Geografia
Miasto położone jest ok. 20 km na północny wschód od Halle (Saale). Przez miasto przebiega droga krajowa B183.